# Tianzhou 2
Tianzhou 2  (chino: 天 舟 二号) es una misión de la nave espacial de carga no tripulada clase Tianzhou. El lanzamiento tuvo lugar el 29 de mayo de 2021, 12:55:29 UTC. La nave espacial fue la primera nave de carga que se acopló con éxito con la Estación espacial Tiangong más tarde ese mismo día.
Es parte de la construcción de la estación espacial Tiangong y es la primera misión de reabastecimiento de carga al módulo central Tianhe (CCM) ya lanzado. Aunque aún no se ha aclarado si Tianzhou 2 permanecerá en la estación mientras dure o alguna de las estadías de Shenzhou 12 en la estación, es una posibilidad ya que el CCM tiene más de un puerto de atraque en comparación con las dos estaciones espaciales anteriores de China.